# Adrián Kaprálik
Adrián Kaprálik, né le 10 juin 2002 à Dolný Kubín, est un footballeur international slovaque qui évolue au poste d'attaquant au Górnik Zabrze, en prêt du MŠK Žilina.

## Biographie

### Carrière en club
Né à Dolný Kubín en Slovaquie, dans la région d'Árva, Adrián Kaprálik est formé par le MŠK Žilina, où il commence sa carrière professionnelle en championnat de Slovaquie. Il joue son premier match avec l'équipe première du club le 14 juin 2020, lors d'un match à domicile contre le Spartak Trnava, une victoire 2-1 en championnat. Il s'illustre ensuite comme un des joueurs les plus prometteurs du championnat, s'illustrant par sa vitesse sur l'aile et ses contributions offensives,,,.
En aout 2023, il est prêté au Górnik Zabrze en championnat de Pologne,.

### Carrière en sélection
Kaprálik est international en équipes de jeunes avec la Slovaquie, jusqu'à l'équipe de Slovaquie espoirs.
En septembre 2022, Kaprálik est convoqué pour la première fois avec l'équipe senior de Slovaquie. Encore appelé à plusieurs reprises, il honore sa première sélection le 20 novembre 2022, entrant en jeu à la 89e minute d'un match nul en amical contre le Chili.